# 勝幡村
勝幡村（しょばたむら）は、かつて愛知県海東郡にあった村。
現在の愛西市の北東部（勝幡町・佐折町・千引町・古瀬町など）に該当する。

## 歴史
- 1889年（明治22年）10月1日 - 勝幡村、佐折村、千引村、古瀬村が合併し、勝幡村が発足。
- 1906年（明治39年）7月1日 - 諸古村、藤浪村、川淵村、草場村と合併し、佐織村が発足。同日勝幡村は廃止。